# Bistum Mazatlán
Das Bistum Mazatlán (lat.: Dioecesis Mazatlanensis, span.: Diócesis de Mazatlán) ist eine in Mexiko gelegene römisch-katholische Diözese mit Sitz in Mazatlán.

## Geschichte
Das Bistum Mazatlán wurde am 22. November 1958 durch Papst Johannes XXIII. mit der Apostolischen Konstitution Qui hominum aus Gebietsabtretungen des Erzbistums Durango und des Bistums Sinaloa errichtet und dem Erzbistum Durango als Suffraganbistum unterstellt. Am 10. Juni 1968 gab das Bistum Mazatlán Teile seines Territoriums zur Gründung der mit der Apostolischen Konstitution Non habentibus errichteten Territorialprälatur El Salto ab.

## Bischöfe
- Miguel García Franco, 1958–1981
- Rafael Barraza Sánchez, 1981–2005
- Mario Espinosa Contreras, seit 2005